# Saint-Cyr-la-Rosière
Saint-Cyr-la-Rosière is een gemeente in het Franse departement Orne (regio Normandië) en telt 251 inwoners (2005). De plaats maakt deel uit van het arrondissement Mortagne-au-Perche.

## Geografie
De oppervlakte van Saint-Cyr-la-Rosière bedraagt 19,1 km², de bevolkingsdichtheid is 13,1 inwoners per km².
De onderstaande kaart toont de ligging van Saint-Cyr-la-Rosière met de belangrijkste infrastructuur en aangrenzende gemeenten.

## Demografie
Onderstaande figuur toont het verloop van het inwonertal (bron: INSEE-tellingen).